# Endiandra poueboensis
Endiandra poueboensis är en lagerväxtart som beskrevs av André Guillaumin. Endiandra poueboensis ingår i släktet Endiandra och familjen lagerväxter. Inga underarter finns listade i Catalogue of Life.